# دايسوكي كاتو
دايسوكي كاتو (باليابانية: 加東 大介) هو ممثل ياباني، ولد في 18 فبراير 1911 في اليابان، وتوفي في 31 يوليو 1975.

## أعمال

### أفلام
- (1954)  موساشي مياموتو
- (1954) الساموراي السبعة[4][5]
- (1961) يوجيمبو

## وصلات خارجية
- دايسوكي كاتو على موقع IMDb (الإنجليزية)
- دايسوكي كاتو على موقع روتن توميتوز (الإنجليزية)
- دايسوكي كاتو على موقع ألو سيني (الفرنسية)
- دايسوكي كاتو على موقع قاعدة بيانات الأفلام السويدية (السويدية)
- دايسوكي كاتو على موقع قاعدة بيانات الفيلم (الإنجليزية)